# ريتشارد هولمز (لاعب كرة قدم كندية)
ريتشارد هولمز (بالإنجليزية: Richard Holmes)‏ هو لاعب كرة قدم كندية أمريكي، ولد في 24 سبتمبر 1952 في هوب ميلز في الولايات المتحدة.